# Дафніс і Хлоя

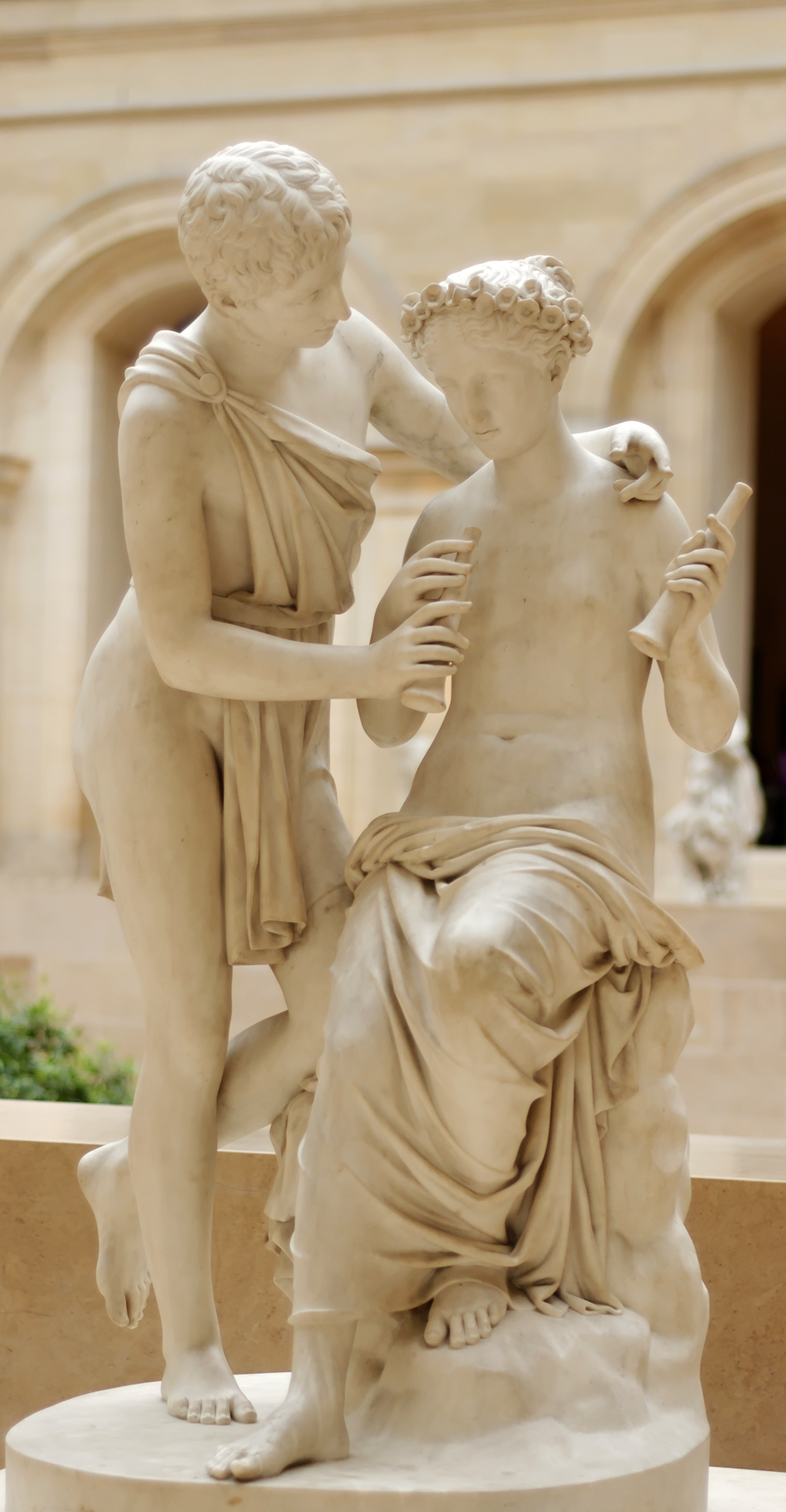
Дафніс і Хлоя роботи Жана-П'єра Корто

Дафніс і Хлоя — один з п'яти канонічних грецьких романів, який написав Лонг.

## Сюжет
Дія роману відбувається на острові Лесбос (у Греції). Роман починається з того, що козопас Ламон випадково знайшов немовля, яке годувала його коза, а разом із ним - дрібні речі, "примітні знаки". Він усиновив хлопчика, назвавши його Дафнісом. За два роки сусідній пастух Дріас, зайшовши в печеру Німф у пошуках своєї вівці, побачив, як вона годує маленьку дівчинку. Він також узяв її до себе з вишиваними золотом пелюшками, вдочерив із дружиною і назвав Хлоєю. Діти повиростали і стали разом пасти кіз і овець. В їхню долю втрутився пустотливий Ерот і запалив їхні серця коханням. Але юні пастушки ще нічого не знали про це почуття, і кожен з них вважав, що захворів якоюсь тяжкою невиліковною хворобою. 
Одного осіннього дня припливли на кораблі розбійники, пограбували узбережжя і забрали Дафніса. Почула Хлоя крики коханого, схопила сопілку і голосно заграла на ній. Бики почули знайомі звуки й усі разом кинулися в море, від чого корабель перекинувся і розбійники загинули, а Дафніс урятувався. Любовні муки тривали. Старий пастух Філет розповів закоханим про Ерота і його забави, додавши, що від кохання ліків немає... Незабаром сталося ще одне лихо. До їхнього берега припливли багаті юнаки з одного міста. Хтось украв у них канат, і вони прив'язали корабель виноградною лозою, яку кози погризли, а вітер і хвилі віднесли його в море. Юнаки звинуватили у всьому Дафніса, але сільський суд його виправдав. 
Після ряду нападів і образ селяни і городяни замирилися. Але перед цим метімнійці пограбували узбережжя і забрали з собою Хлою. З благанням допомогти звернувся Дафніс до Німф, і тоді в справу втрутився сам бог Пан. Налякані ознаками втручання божества, моряки відпустили Хлою. Тим часом кохання юнака та дівчини посилювалося, завдаючи їм нових страждань. На допомогу Дафнісу прийшла легковажна жінка Лікеніон, давно закохана в нього, і навчила його, як потрібно діяти. Проте Дафніс не наважився спокусити Хлою. А до неї почали свататись численні женихи, та Дріас усім відмовляв. 
Дафніс лише плакав і благав німф допомогти. Вони виконали прохання: він підібрав у водоростях на березі моря гаманець із 3000 драхм, якого й віддав відразу Дріасові за Хлою. Трапилося так, що до Ламона мав приїхати з перевіркою його господар Діонісофан. Усе було підготовлено до прийому гостя. Але суперник Дафніса, пастух Лампіс уночі витоптав усі квіти на грядках, аби того за це покарали. Та завдяки заступництву Астіла, сина господаря, все обійшлося. Проте над хлопцем нависла нова загроза у вигляді Астілового парасита, розбещеного Гнатона, який закохався в Дафніса й випросив його для себе. Захищаючи юнака, Ламон розповів його історію, а збережені пізнавальні знаки довели Діонісофану, що це його син. Скориставшись цією обставиною, Лампіс захопив Хлою і повів її до свого дому. Про це дізнався Гнатон і, спокутуючи свою провину перед Дафнісом, урятував дівчину. А Дріас розповів Діонісофанові про її минуле, показав дитячі речі й попросив знайти батьків. Під час бенкету їх пізнав мітеленський багач Мегакл, який виявився батьком Хлої. Роман закінчився весіллям Дафніса і Хлої, які так і залишилися жити в селі, серед чудової природи.
У романі фігурують німфи, ероти тощо. Увага автора зосереджена не на зовнішніх подіях, а на зображенні почуття. З епізодів цікаве в 2-ій книзі оповідання про сільські розваги, що дає нам уявлення про античну народну пантоміму і про її виконання. Від пізніших європейських «пасторалей» XVII—XVIII ст. грецька повість відрізняється гострим відчуттям природи і низкою деталей, підказаних спостереженням живої дійсності.

## Стилістика

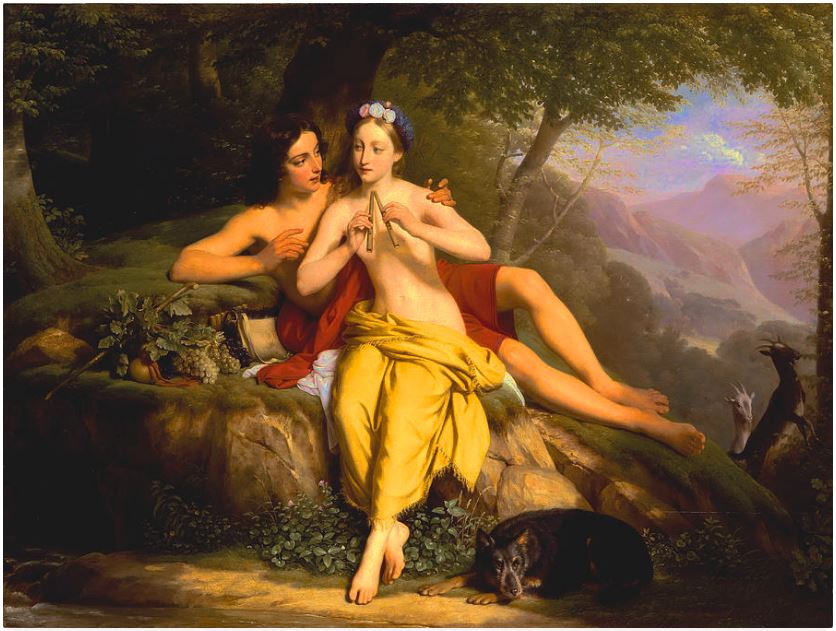
Дафніс і Хлоя - Louise Marie-Jeanne Hersent-Mauduit

Стиль роману породжений психологією деяких вищих прошарків рабовласницького класу, які у своїй пересиченості міською цивілізацією мріяли про ідилічну любов і життя на лоні природи; остання усвідомлювалася лише як красива декорація, позбавлена брутальності і вульгарності. У романі Лонга буколічний жанр майже зовсім витісняє звичайний авантюрний елемент грецького роману. 
Від самого початку впадає у вічі, що крім двох головних героїв-пастушків у романі присутній і третій, не менш важливий, який визначає все подальше їхнє життя. Цим героєм стає природа, не схожа в різні пори року, але завжди прекрасна й щедра. Щоправда, її описи несуть на собі ознаки певної манірності, властивої художній прозі тієї доби, а деякі епізоди сприймаються як малоймовірні.
Подібно до гомерових поем, роман Лонга розвивається у двох планах. Перший присвячений життю селян, другий - сільським божествам, які від народження Дафніса і Хлої піклуються про них, оберігаючи від життєвих неприємностей і в разі потреби їм допомагають. Автор не показує життя, "побуту" богів, їхніх розмов, як це робив Гомер. Божества Лонга відповідають сюжету. Це заступники села й сільської природи Німфи і бог Пан, зображення яких стояли на околицях селищ, біля печер і джерел.
Якщо місце дії визначено досить точно - це острів Лесбос (мабуть, данина Лонга його захопленню Сапфо), то саму дію можна віднести до будь-якого періоду розвинутого рабовласницького суспільства. Пастуша ідилія Лонга порушується лише тоді, коли у свої права вступає реальність. Дія роману розгортається у двох паралельних напрямках: життя й переживання Дафніса - Хлої.
Вже античні дослідники відзначили надзвичайну чистоту, ясність і прозорість мови Лонга, що цілком відповідала нехитрому життю пастухів серед незайманої природи. Речення в нього короткі, чіткі, але побудовані, відповідно до правил ритмічної прози риторів. Часто його речення членуються на три короткі фрази, співзвучні ліричному складові.

## Значення і вплив
В історії пасторалі роман Лонга займає значне місце. Його читали і любили вже у Візантії. Особливою популярністю він користувався в XV—XVI ст. у середовищі придворної аристократії, яка захоплювалася пастораллю. За новіших часів повість Лонга викликала захоплений відгук Гете, а, починаючи з XVI ст., багато разів перекладалася всіма європейськими мовами. Західна Європа познайомилася з романом завдяки французькому перекладу Аміо (1559). Знаменитими послідовниками Лонга були Торквато Тассо (драма Амінта), Бернарден де Сен-П'єр (роман Поль і Віргінія) і насамперед Соломон Ґесснер.
За мотивами роману Лонга однойменний балет написав Моріс Равель.